# Aeroportul Ambanja
Aeroportul Ambanja (IATA: IVA, ICAO: FMNZ) este un aeroport din Madagascar ce deservește zona Ambanja⁠(d). A fost numit după zona deservită.
Situat la o altitudine de 15 m, aeroportul dispune de o singură pistă.